# Kristen musik

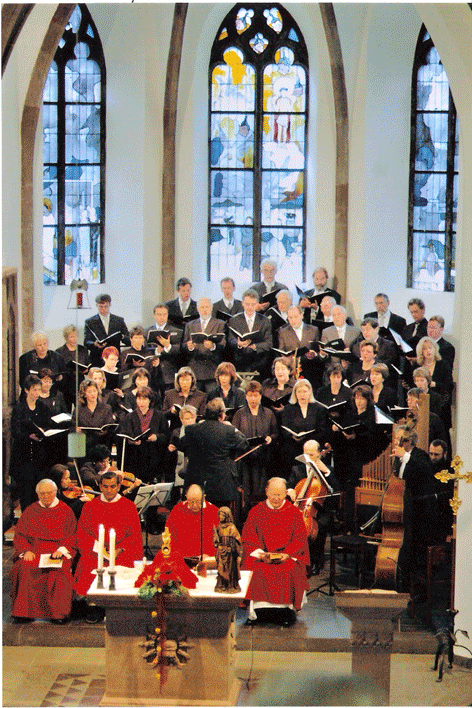
Kyrkokör som sjunger.

Kristen musik är musik med ett kristet budskap. Vad gäller genrer spänner kristen musik över ett brett spektrum. Äldst är den liturgiska musiken som används vid gudstjänster i ortodoxa, orientaliska och katolska kyrkor. Till mer samtida kristen musik räknas exempelvis gospel och kristen rock. Om man med genre menar musikstil, är kristen musik inte en genre, eftersom det kan handla om olika stilar, men med kristna texter.
Sångerna där texten har religiös syftning, vilket i västvärlden främst avser kristendom, kallas också andliga sånger. Melodierna följer med någon fördröjning strömningarna i tiden och gamla "läsarsånger" blandas nu med gospel, pop och hårdrock.
William Booth var den som först insåg värdet av en slagkraftig melodi. Han försåg kända slagdängor med religiös text, "Champagne Charlie is my name" var en av de första som han diktade Jag vilse gick i många år till. Han lär ha bemött kritiken med orden: "Varför ska djävulen ha de bästa melodierna?".

## Kyrkomusik
Kyrkomusik är en term som spänner över en mycket stor repertoar som på något sätt förknippas med den kristna kyrkan. Den "inre kärnan" kan sägas vara den liturgiska musik som är integrerad i den kristna gudstjänstordningen. Dock har begreppet med tiden kommit att utökas även med musik som komponerats som konstmusik, såsom kantater, eller i en mer folklig musikstil, juloratoriet.
Vad som särskiljer denna musikstil är bland annat texterna, som hämtas från Bibeln. Två requiem har med andra ord samma text.

## Psalmer
Psalmer kommer från grekiska språket och används om psalmerna i psaltaren i bibeln. Dessa sjöngs i synagogan och även i den tidiga kyrkan. Så småningom började man parafrasera psalmerna från psaltaren och i takt med att dessa blev friare och friare uppstod det vi idag kallar psalmer.
Med psalmer förstås på svenska i en vidare bemärkelse andliga sånger, avsedda för allsång i gudstjänstsammanhang. Detta är en särskild egenhet för nordisk kristendom, då man på till exempel engelska skiljer mellan psalms och hymns, där de förra är versifierade psaltarverser och de senare sakrala sångstycken som sjungs i kyrkan, det som på svenska benämnes "psalmer". I Sverige publiceras psalmer i psalmböcker där de mest spridda är de psalmböcker som används i Svenska kyrkan. Bland de andra stora psalmböckerna kan nämnas till exempel Psalmer och sånger, Segertoner, Sionstoner, Cecilia och Frälsningsarméns sångbok.

## Gospel
Gospel är en kyrklig musikgenre, utvecklad i USA i församlingar vars flesta medlemmar var svarta. Sångerna framförs av körer, ofta vokalt eller med enkelt ackompanjemang av instrument som gitarr, hammondorgel, piano och trummor. De akustisk gitarrerna har dock alltmer bytts ut mot elgitarr. Genren är nära besläktad med spiritual och blues. Mycket av dagens pop och rock härstammar bland annat från gospel.
Ordet gospel kommer från engelskans ord för evangelium. Gospelsånger har som regel kristen text och det kristna budskapet är nästintill alltid starkt framträdande. 

## Lovsång
Lovsång är en form av bön för att hylla och uttrycka sin kärlek till Gud. Inom kristendomen har lovsång använts under hela dess tid, även om formerna har växlat under årtusendena. 
Lovsång kallas också den modernare gudstjänstmusik som kommit att komplettera de traditionella psalmerna. Denna trend startade i Jesusrörelsen och har givit upphov till en bred subkultur med egna tidskrifter, utbildningar och skivbransch.
Se även: lovsångsledare och lovsångsteam.

## Julsånger
I juletider spelar många artister och grupper inom stilar som pop, rock, countryartister och dansband in julsånger, med både Jesu födelse och jultomten som tema. De kristna julsångerna kan räknas till väldigt utbredd, om än säsongsbunden, kristen musik. Många i västvärlden, oavsett religion eller annan livsåskådning, lyssnar av tradition på sångerna i juletider och det är heller inte alltid de artister som framför sångerna är uttalat kristna.

## Samtida kristen musik
Den senaste formen av kristen musik som genre kallas "Samtida kristen musik". Den har hämtat sitt inflytande från sena 1900-talets sekulära musik och är en mycket populär sorts kristen musik i västvärlden. Vid en jämförelse kan man finna att det finns en kristen motsvarighet till nästan varje populär musikstil.

## Kristen musik i Sverige
Kända svenska artister som gör kristen musik är exempelvis gruppen Salt, Per-Erik Hallin, Samuel Ljungblahd och Carola Häggkvist.
Det har funnits en Grammis i genren. När Freda fick den blev de närmast förtretade, då gruppen inte menade sig göra kristen musik. Grammisen i denna klass är nu avskaffad.
I augusti varje år arrangerar EFK Ung (Evangeliska Frikyrkan) den kristna festivalen Frizon. Frizon äger rum i Torp, 2,5 mil sydväst om Örebro. Förutom konserter anordnas bibelstudier, seminarier, kvällsmöten, dansuppvisningar, fotbollsturnering och mycket annat.
Sedan 1999 anordnas varje sommar Gullbrannafestivalen på Gullbrannagården.

### Fotnoter
1. ↑  ”Arkiverade kopian”. Arkiverad från originalet den 20 juni 2012. https://web.archive.org/web/20120620160458/http://gullbrannafestivalen.com/om. Läst 26 juni 2012.